# Edwardsiana egregia
Edwardsiana egregia är en insektsart som beskrevs av Alexander Georgievich Kirejtshuk 1977. Edwardsiana egregia ingår i släktet Edwardsiana och familjen dvärgstritar.
Artens utbredningsområde är Ukraina. Inga underarter finns listade i Catalogue of Life.